# František Filipovský (skladatel)
František Filipovský (9. března 1845 Rožmitál pod Třemšínem – 11. října 1919 Přelouč) byl český flétnista, varhaník, hudební skladatel, sbormistr a pedagog, otec herce Františka Filipovského. Od roku 1872 působil jako regenschori a městský kapelník v Přelouči a výrazně přispěl ke kulturnímu povznesení města. Komponoval církevní hudbu a skladby pro slavnostní i jiné příležitosti (Tlukot slavičí, Slavnostní ouvertura na počest stoletých narozenin Fr. Palackého aj.)

## Život
Narodil se 9. března 1845 v Rožmitále jako syn krejčího Lukáše Filipovského. Jeho otec náruživě sázel do loterie, snažil se vykládat sny a pomocí snářů z nich odvodit šťastná čísla. Výhra se ale nedostavila a své vášni obětoval celý výdělek.
František Filipovský měl už jako dítě hudební nadání. V pěti letech začal hrát na harfu, kterou mu otec pořídil. Jeho prvními učiteli byl řídící místní školy Ferdinand Brož, který ho vyučoval základům hudby a hře na varhany, a učitel Novák, od něhož se vzdělával ve hře na housle a flétnu. Přesvědčili také otce, aby mu umožnil studovat na pražské varhanické škole.
Pražské studium bylo pro Františka náročné, protože nemohl počítat téměř se žádnou finanční podporou z domova. Aby zahnal hlad, hrál po večerech s kapelami. To ale bylo v rozporu se školním řádem a když ani přes varování s touto činností nepřestal, byl ze školy vyloučen.
Nucený odchod z prestižní školy byl pro mladého hudebníka velkou ranou. Protože neměl jinou možnost, vstoupil jako violista a první houslista do Mášova orchestru a osm let s ním koncertoval po střední Evropě. Vydělal si přitom tolik, že mohl podporovat rodiče a ušetřit na budoucí studium. Po návratu do Prahy dokončil varhanickou školu a vstoupil do orchestru Prozatímního divadla. Na toto angažmá vždy rád vzpomínal. Mimo jiné hrál na flétnu pod taktovkou Bedřicha Smetany při premiéře Prodané nevěsty a Dalibora. Seznámil se i s mladým Antonínem Dvořákem.

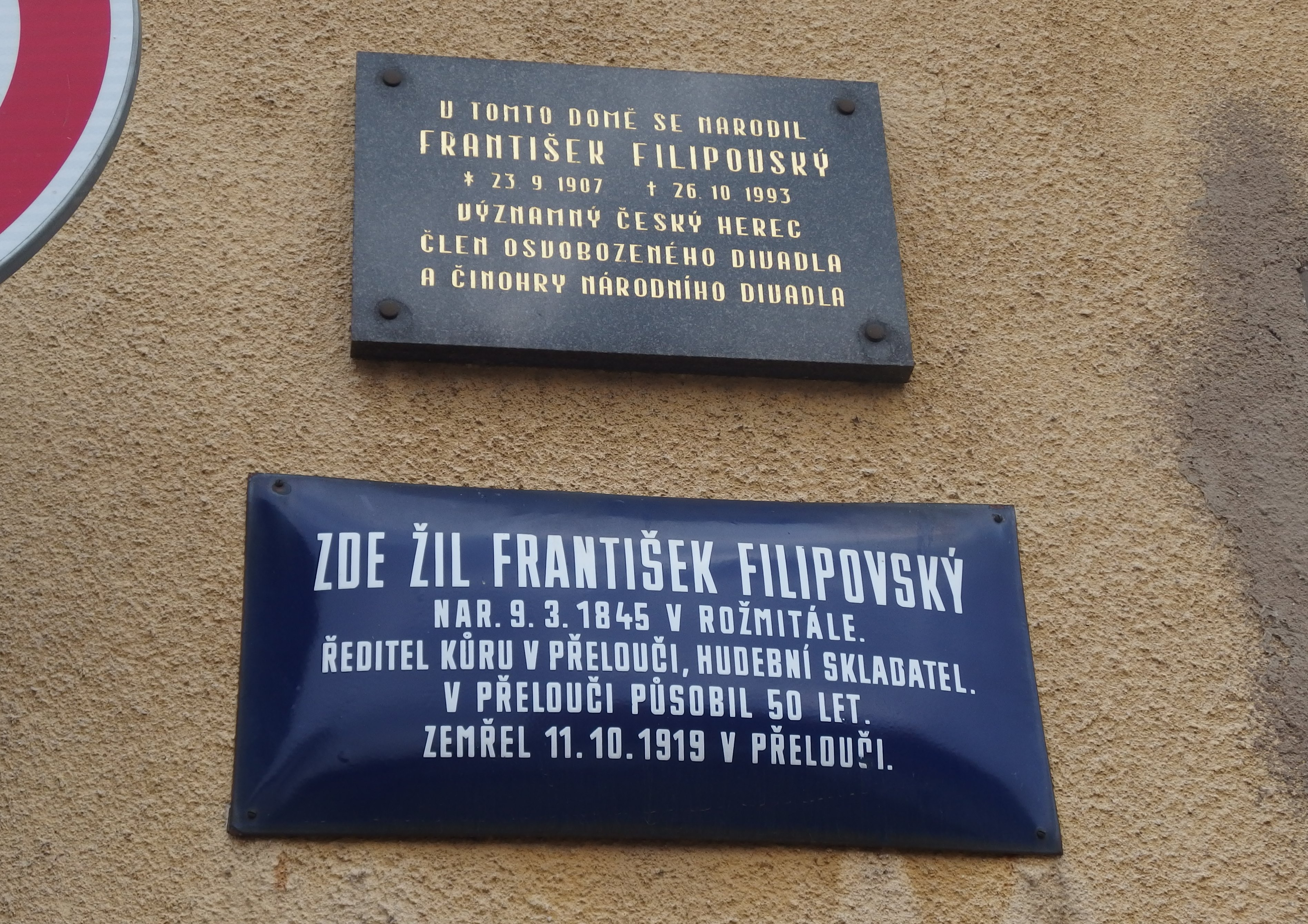
Pamětní desky otce a syna Filipovských v Přelouči

Roku 1872 byl v 27 letech přijat jako ředitel kůru (regenschori) v Přelouči. Postupně se tam také stal městským a hasičským kapelníkem a učitelem hudby. Dirigoval i pěvecký sbor místní Občanské besedy. Úzce přitom spolupracoval s městským správcem Janem Dítětem. Městská hudba pod jeho vedením dosáhla dobré pověsti, takže byla zvána i na pražský Žofín a hovořilo se o ní jako o konkurentovi kolínského Františka Kmocha. V tisku se například uváděly informace o jím vedené dobročinné taneční besedě (1875), koncertu na podporu Ústřední matice školské (1882), při svěcení praporu katolického vzdělávacího spolku (1894) a na dětské národní slavnosti (1902). K oslavám výročí Františka Palackého r. 1898 navíc složil Ouverturu. V roce 1896 byl členem ustavujícího výboru nově zakládaného spolku ředitelů kůrů, kapelníků a varhaníků v Pardubicích.
Na návštěvu k němu přijížděli slavní hudebníci, jako např. Jan Kubelík, Jaroslav Kocian, Ema Destinnová, Karel a Emil Burianovi. Jeho sedmdesáté narozeniny (1915) a stříbrná svatba (1916) byly připomínány v celostátním tisku.
Zemřel 11. října 1919 v Přelouči. Vděční občané umístili na jeho dům pamětní desku. Roku 1994 k ní přibyla další, připomínající syna – herce Františka Filipovského (1907–1993), který se v témže domě narodil.

## Dílo
Podle rožmitálského pamětníka a spisovatele Rudolfa Richarda Hofmeistera byl Filipovský jako skladatel neprůbojný a tvořil spíše pro vlastní potěšení, než pro uznání veřejnosti. Řadu svých prací nechal opisovat a provozovat, aniž by z nich měl honorář. Roku 1883 pokáral časopis Dalibor mladé hudebníky z Domažlic za to, že zařadili do repertoáru (mimo jiné) Filipovského a nikoliv třeba Smetanu, Dvořáka, Bendla či Fibicha.
K jeho známým skladbám patřily např.:
- Tlukot slavičí, uváděný i v cizině (Nachtigallenschlag), polka pro pikolu
- směs národních písní Hudební květy
- Rozhovor klarinetů s flétnou
- Ouvertura na počest stých narozenin Františka Palackého
- Dědečkův taneček, poslední skladba, uváděná až posmrtně[3]

## Rodinný život
Dne 21. dubna 1891 se v Přelouči oženil s devatenáctiletou Annou Pavlínou Obstovou (1871–??), dcerou místního obchodníka narozenou v Mezilesí u Náchoda. Z jejich dětí se proslavil divadelní, filmový a televizní herec František Filipovský (1907–1993). Jeho dcera Pavlína Filipovská (* 1941) je herečka, zpěvačka a moderátorka; provdala se za hudebníka Petra Spáleného (* 1944). Jejich dcera, tj. skladatelova pravnučka Pavlína Wolfová (* 1971) pracuje jako novinářka a moderátorka.
Bratr Vilibald Filipovský (1862–1921) se usadil v Plzni, kde působil jako kapelník ostrostřeleckého sboru a majitel hudební školy. Jeho syn Oldřich Filipovský (1890–1949) byl pianista, hudební spisovatel a redaktor.